# Samuel von Pufendorf

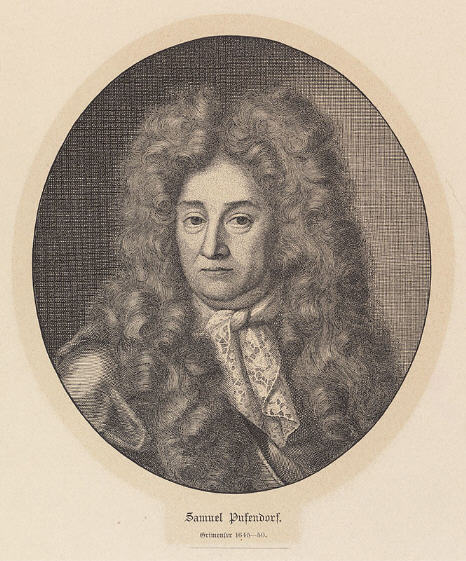

Samuel von Pufendorf (ur. 8 stycznia 1632, zm. 26 października 1694) – niemiecki teoretyk prawa i historyk.
W 1662 został profesorem uniwersytetu w Heidelbergu. W 1671 przeniósł się do Szwecji, został profesorem uniwersytetu w Lund i oficjalnym historiografem szwedzkim. Po powrocie do Niemiec został historiografem Brandenburgii. Był jednym z twórców prawa międzynarodowego. Wprowadził też do języka nauki termin kultura na oznaczenie wszelkich wynalazków wprowadzonych przez człowieka.
Kontynuował badania Hugona Grocjusza na temat prawa natury. Pufendorf twierdził, że społeczeństwo i natura ludzka są w jakimś stopniu nierozdzielne, gdyż człowiek jest z natury gatunkiem zdolnym do życia w społeczeństwie. Ludzie żyjący w rozproszonych rodzinach mieli być skłonni do życia w świecie wojny, strachu i ubóstwa, zaś społeczeństwo pozwalało ludziom żyć w pokoju, bezpieczeństwie i dobrobycie. 
Korespondował z nim m.in. Ezechiel Spanheim, pruski uczony i ambasador w Londynie.
Po jego śmierci nadwornym historiografem został hugenota Charles Ancillon (1659-1715).

## Dzieła

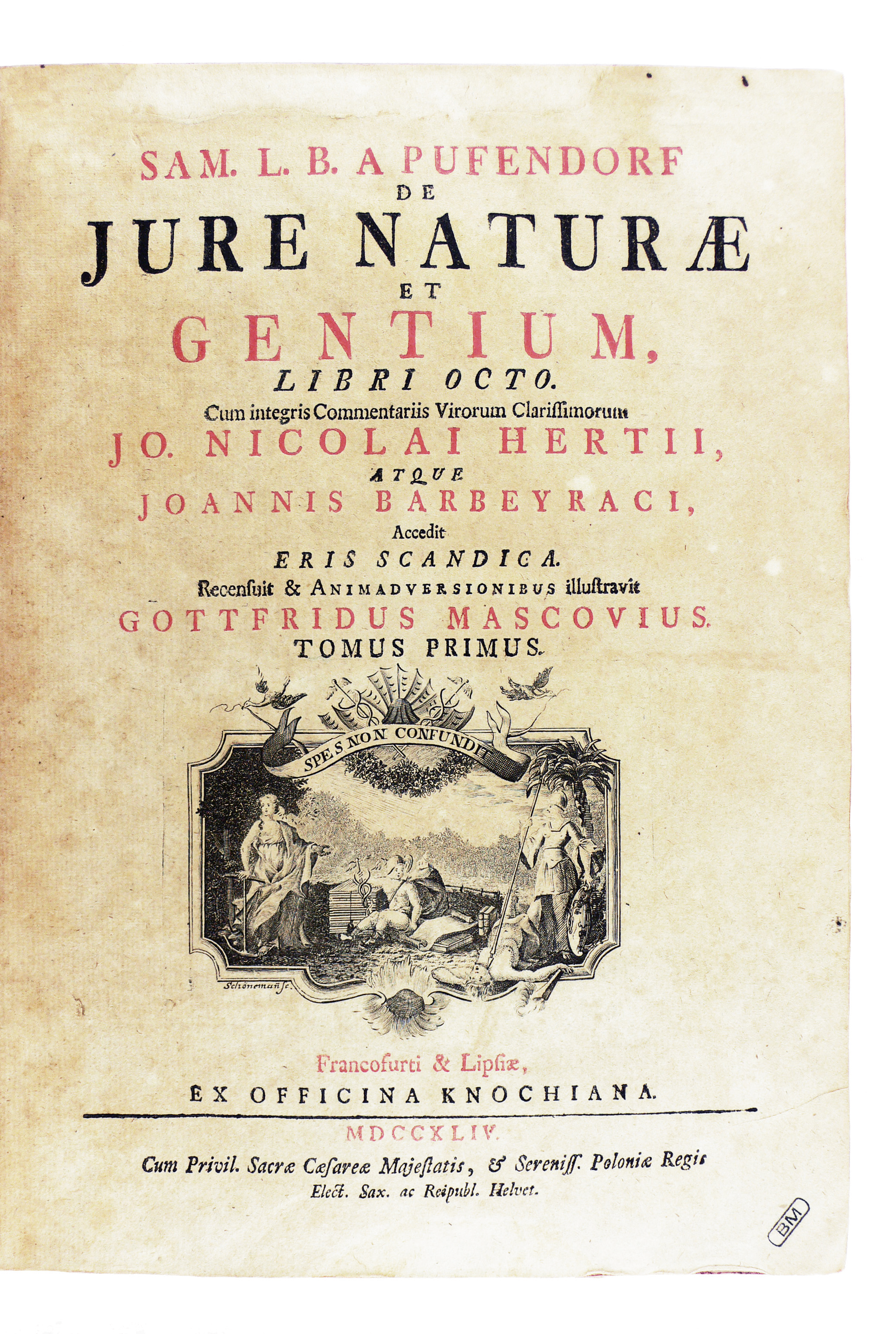
De jure naturae et gentium, 1744

- Elementorum iurisprudentiae universalis libri II (1660),
- De statu Imperii Germanici liber unus (1667),
- De iure naturae et gentium libri octo (1672),
- Einleitung zu der Historie der vornehmsten Reich und Staatrn in Europie (1682–1686)
- De rebus Suecicis (1686),
- De rebus gestis Friderici Wilhelmi Magni (1695),
- De rebus a Carolo Gustavo Sueciae rege gestis (1696).